# Diego de Pontac
Diego de Pontac (* 1603 in Loarre; † September 1654 in Madrid) war ein spanischer Kapellmeister und Komponist des Barock aus Aragon.

## Leben und Werk
Diego de Pontac erhielt seine Musikausbildung an der Escolania der Kathedrale von Saragossa, der er im Alter von 9 Jahren beitrat. Dort war er wahrscheinlich Schüler von Joan Pau Pujol. Später setzte er seine Studien bei Pedro Rimonte und Nicolas Dupont fort. Letzterer war Sänger am spanischen Königshof von Philipp III in Madrid. Pontac war Kapellmeister an mehreren Kathedralen und Klöstern, unter anderem in Saragossa, Salamanca, Madrid, Granada, Santiago de Compostela und Valencia. 1653, zum Ende seiner Laufbahn, wurde er zum zweiten Kapellmeister der Real Capilla de Madrid ernannt.
Von Pontac sind nur einige liturgische Werke erhalten. Sie zeugen von einer Balance zwischen dem alten Stil und der neuen Mehrstimmigkeit. Ein Manuskript enthält unter anderem sechs vierstimmige Messen, eine Reihe von Motetten und zwei vierstimmige Salve regina. Weitere Kompositionen von Diego de Pontac finden sich in der Kathedrale von Saragossa, im Kloster Montserrat sowie in der Kathedrale und im Colegio del Patriarca in Valencia. Im Katalog der Bibliothek König Johann IV von Portugal sind acht Villancicos und drei lateinische Werke aufgeführt. Diego de Pontac schrieb auch den Discurso del Maestro P. Remitidio al racionero M. Correa. Diese Musikschrift befindet sich in der Biblioteca Nacional in Lissabon.